# لیپسیک (دلاور)
لیپسیک، دلاور (به انگلیسی: Leipsic, Delaware) یک سکونتگاه مسکونی در ایالات متحده آمریکا با جمعیت ۱۸۳ نفر است که در دلاویر واقع شده‌است.